# Michel Maffesoli
Michel Maffesoli (født 14. november 1944 i Graissessac, Frankrig) er professor i sociologi ved Paris-Sorbonne Universitet og udgiver af tidsskrifterne Sociétés og Cahiers de l‘Imaginaire såvel som leder af Centre de recherche sur l'imaginaire, en institution i Paris, der koncentrerer forskningen omkring Det Imaginære. Han har fremsat den kendte teori om neo-stamme-fællesskabet. Teorien handler om unges søgen efter en identitet, som de finder i bl.a. subkulturer. Maffesoli mener dog, at identiteten er flygtig, dvs. at de unge ikke holder til et bestemt sted, men skifter identitet hele tiden.